# Michelangelo Biondelli
Michelangelo Biondelli (Ferrara, 15 maggio 1998) è un rugbista a 15 italiano, mediano d'apertura delle Fiamme Oro.

## Biografia
Ferrarese, iniziò a giocare a 4 anni sui campi del CUS Ferrara in cui rimase fino ai 17 anni per poi trasferirsi alle giovanili del Rovigo con cui si aggiudicò il campionato juniores.
Al Viadana in Eccellenza 2017-18, si arruolò in Polizia di Stato l'anno seguente seguendo le orme dei suoi genitori, entrambi agenti della P.S. e passò nella relativa squadra delle Fiamme Oro a Roma.
In nazionale giovanile tra il 2017 e il 2018, divenne permit player delle Zebre nel 2019 per poi essere ingaggiato in maniera permanente dalla franchise parmigiana pur rimanendo tesserato della squadra del ministero dell'Interno; nel 2022 tuttavia, dopo tre anni in United Rugby Championship, le Fiamme Oro hanno richiamato Biondelli e altri sette giocatori impegnati nelle due franchise italiane ponendoli di fronte all'alternativa di passare professionisti con queste ultime e congedarsi dalla Polizia oppure rientrare in TOP10 e disputare il campionato 2022-23 nelle proprie file.
Biondelli figura tra coloro rientrati a disposizione delle Fiamme Oro.